# Thomas Peter (Atmosphärenwissenschaftler)

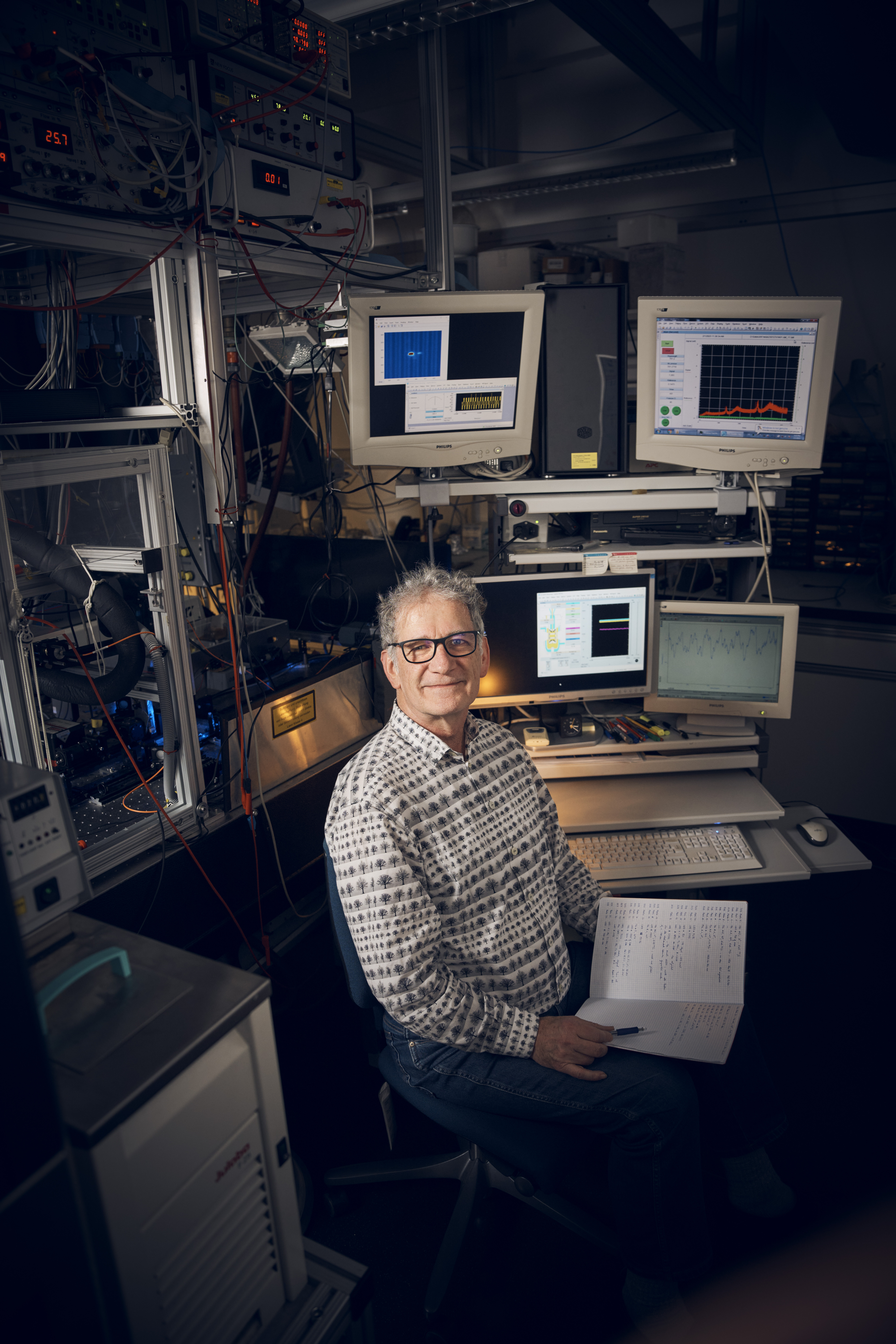
Thomas Peter (2023)

Thomas Peter (* 21. Januar 1958 in Marburg) ist ein deutscher Physiker und emeritierter Professor an der ETH Zürich.

## Leben
Thomas Peter begann 1980 an der Philipps-Universität Marburg das Studium der Physik, das er an der TU München und der University of Maryland fortsetzte und 1985 abschloss. Er promovierte 1988 mit einer theoretischen Arbeit zur Physik der schwerionengetriebenen Inertialfusion. 1990 wechselte er ans Max-Planck-Institut für Chemie in Mainz und wurde 1995 zum Leiter der MPG-Nachwuchsgruppe für heterogene Chemie und Mikrophysik atmosphärischer Aerosole.
Seit Anfang 1999 war Peter ordentlicher Professor für Atmosphärenchemie am Institut für Atmosphäre und Klima der ETH Zürich. Dort gehörte er dem Departement Umweltsystemwissenschaften (D-USYS) an und war von 2004 bis 2017 in der Departementsleitung, zuerst als stellvertretender Vorsteher verantwortlich für die departementale Strategie, dann als Departementsvorsteher (Dekan). Anfang 2023 wurde er emeritiert.
Peter ist mit der Meteorologin Anke Hannemann verheiratet und hat drei Kinder.

## Forschung
Mit seiner Arbeitsgruppe erforschte Tom Peter die Grundlagen von Aerosolen und Wolken, ihre physikalischen Prozesse und chemische Reaktionen, sowie ihren Einfluss auf die Zusammensetzung der Luft. Eine fundamentale Studie der Gruppe zeigte, dass die Wasseraktivität die bestimmende Größe für die homogene Eisbildung in wässrigen Lösungen ist. Damit konnte die Entstehung von Eis in Lösungströpfchen beschrieben werden, ein zentraler Prozess bei der Bildung von Eiswolken in der winterlichen polaren Stratosphäre (Perlmuttwolken) und von kalten Zirruswolken in der oberen Troposphäre.
Methodik: Tom Peters Gruppe arbeitete sowohl experimentell mit Laborexperimenten zur Untersuchung der Thermodynamik und Kinetik von einzelnen gespeicherten Aerosolteilchen oder Teilchenensembles unter atmosphärischen Bedingungen als auch theoretisch und modellierend zur Erforschung mikroskaliger Aerosolprozesse und deren Auswirkungen auf die Chemie der Atmosphäre bis in die globale Skala. Die Gruppe betrieb ihr eigenes globales Chemie-Klima-Modell. Außerdem nahm sie regelmäßig an Feldmesskampagnen teil und war erfolgreich in der Instrumentenentwicklung für ballongetragene Aerosol-, Wolken- und Wasserdampfmessungen, die weltweit hundertfach eingesetzt werden.
Stratosphärische Aerosole: Mit seiner Arbeitsgruppe leistete er entscheidende Beiträge zum Verständnis der Rolle der Aerosole und flüssiger polarer Stratosphärenwolken bei der Zerstörung des stratosphärischen Ozons, was zur Bildung des antarktischen Ozonlochs führt. Mittels globaler Chemie-Klimamodellierung untersuchte Tom Peters Gruppe die Auswirkung der Ozonzerstörung durch polare Stratosphärenwolken in der Arktis auf das Klima der Nordhemisphäre. Kritische Beiträge leistete die Gruppe auch zur Frage, ob die künstliche Einführung von Aerosolen in die Stratosphäre bei der Überwindung der Klimakrise nützlich sein könnte (Geoengineering). Tom Peter war mehrfacher Koautor internationaler wissenschaftlicher Untersuchungsberichte zur Entwicklung der stratosphärischen Ozonschicht.
Troposphärische Aerosole: Seine Arbeitsgruppe war führend in der Erforschung wichtiger thermodynamischer und kinetischer Eigenschaften organischer und gemischt organisch-anorganischer Aerosolpartikel in der Troposphäre, insbesondere der Glasbildung und der flüssig-flüssig-Phasentrennung der Partikel. Diese Prozesse beeinflussen die heterogene Chemie auf oder in den Partikeln, die Bildung von Eiswolken und den Ferntransport von in den gläsernen Partikeln eingeschlossenen Schadstoffen. Stimuliert durch diese Arbeiten ist die Erforschung dieser Aerosoleigenschaften und -prozesse international zu einem aktiven Forschungsgebiet geworden.
Innenraumaerosole: In einem schweizerischen Forschungskonsortium arbeitete Tom Peter an der Untersuchung der Inaktivierung von Influenza- und Coronaviren in ausgeatmeten Aerosolpartikeln.

## Lehre
Tom Peter war Dozent im Bachelor und Master des Studiengangs Umweltnaturwissenschaften und im spezialisierten Master Atmosphäre und Klima. Von 2003 bis 2012 war er Studienberater für Studierende dieser Curricula. Gemeinsam mit seinem Kollegen Christoph Schär reformierte er 2004 diese Studiengänge an der ETH Zürich gemäß den Richtlinien der Bologna-Reform, mit einem konsekutiven Curriculum im D-USYS und einem spezialisierten Master im Departement Erdwissenschaften. Dies brachte dem Studium der Atmosphären- und Klimawissenschaften an der ETH Zürich eine Öffnung für internationale Mobilität bei gleichzeitiger Stabilisierung der Studierendenzahlen.

## Mitgliedschaften und Auszeichnungen
- 1995–2000 Koordinator des Bereichs Aerosole im Deutschen Ozonforschungsprogramm
- 1996–2005 Mitglied des Koordinierungskomitees des Höhenforschungsflugzeugs Geophysica
- 1997–2007 Mitglied der Leitungsgruppe des Projektes SPARC des Weltklimaforschungsprogramms (WCRP)
- 1998 Mitglied der Academia Europaea[4]
- 2002 Charney Lecturer, AGU Spring Meeting, Baltimore, MD, USA
- 2007–2012 Vorsitzender (gemeinsam mit Ted Shepherd) der Koordinierungsgruppe des Projektes SPARC
- 2010 Goldene Eule der ETH-Studierenden für ausgezeichnete Lehre
- 2013–2017 Gewählter Vorsteher (Dekan) des Departements Umweltsystemwissenschaften (D-USYS) an der ETH Zürich
- 2015–2023 Mitglied des Leitungskomitees des Weltklimaforschungsprogramms (WCRP)
- 2018–2022 Mitglied der ETH-Forschungskommission.